# Georges Moeckli
Georges Moeckli (La Neuville, 14 februari 1889 - Delémont, 9 juni 1974) was een Zwitsers politicus.

## Biografie

### Achtergrond en opleiding
Georges Moeckli, afkomstig uit de Bernese Jura, volgde onderwijs in Porrentruy en studeerde vervolgens voor leraar. Van 1907 tot 1911 was hij leraar in Porrentruy en, na een vervolgopleiding, was hij leraar Duits aan het gymnasium van Delémont. Tijdens de Eerste Wereldoorlog was hij dienstplichtig militair. Tijdens de Algemene Staking van 1918 raakte hij zich bewust van de sociale misstanden in het Zwitserland van die dagen.

### Politieke carrière
Georges Moeckli werd in 1919 lid van de Sociaaldemocratische Partij van Zwitserland (SPS) en was van 1926 tot 1937 voorzitter van de SPS in Delémont. Hij was van 1921 tot 1936 wethouder (Gemeinderat) in Delémont. Van 1932 tot 1935 was hij lid van de Grote Raad van Bern. Van 1935 tot 1938 was hij lid van de Nationale Raad (tweede kamer Bondsvergadering).
Georges Moeckli was van 1938 tot 1954 lid van de Regeringsraad van het kanton Bern. Moeckli was met Robert Grimm de enige socialist in de Regeringsraad. Hij beheerde het departement van Verzorging. Daarnaast was hij president van de Juradirectie. Van 1 juni 1941 tot 31 mei 1942 en van 1 juni 1953 tot 31 mei 1954 was hij voorzitter van Regeringsraad (dat wil zeggen regeringsleider) van Bern.
Van 1948 tot 1959 was hij lid van de Kantonsraad (eerste kamer Bondsvergadering). 
Georges Moeckli was een overtuigd voorstander van meer zelfstandigheid van de Bernese Jura. Alszodanig richtte hij in 1925 de Association pour la Défense des Intérêts du Jura ("Organisatie voor de Verdediging van de Belangen van de Jura"), waarvan hij tot 1935 secretaris was. Zij streven naar Jurastische autonomie maakte hem verdacht in de ogen van het politieke establishment in Bern. Op 9 september 1947 zorgde de Grote Raad (kantonsparlement) ervoor dat Moeckli het departement Ruimtelijke Ordening en Spoorwegen niet onder zich kreeg (de zogenaamde "Moekli Affaire"). Dit leidde tot protesten bij enkele Jurastische separatisten die op 30 november 1947 Mouvement Séparatiste Jurassien ("Jurastische Separatistische Beweging") oprichtten. Deze organisatie zal later bijdragen aan de oprichting van het kanton Jura dertig jaar later.
Georges Moeckli overleed op 85-jarige leeftijd.